# 黑頭鴨
黑頭鴨（學名：Heteronetta atricapilla）為棲息於南美洲的雁鴨，為黑頭鴨屬下的唯一種。

## 描述
黑頭鴨為鴨亞科現存最原始的基群，缺乏長而堅硬的尾羽及腫大的鴨喙，外表近似於潛鴨。牠們的全身羽毛與其他特徵顯示牠們並非硬尾鴨祖先的近親，近似的特質部分僅為趨同演化。黑頭鴨體型小、體色深，雄鴨具有黑色的頭部與較白的側翼與腹部，雌鴨則為全身棕色。

## 分布與棲息地
黑頭鴨棲息於智利、巴拉圭、烏拉圭、阿根廷北部與巴西南部的沼澤、湖泊、濕地，以水生植物及昆蟲為食。

## 繁殖行為
黑頭鴨為專性巢寄生物種，這代表雌鴨並不會築巢，而是會將卵產在其他鳥類的巢內，因此又被稱為杜鵑鴨（Cuckoo duck）。宿主包括粉嘴潛鴨、其他雁鴨、骨頂屬，甚至包含鷗科（例如褐頭鷗）及猛禽。和杜鵑不一樣的是，雌鴨及黑頭鴨幼雛在出生後並不會摧毀宿主所產下的蛋。經過 21 天的孵化，黑頭鴨幼雛會長出飛羽並在數小時後離開宿主，進行獨立生活。和其他行巢寄生的雀形目（維達鳥科及牛鸝屬）晚熟型的幼雛不同，黑頭鴨的幼雛屬於早熟型。
國際自然保護聯盟目前認定黑頭鴨為無危物種。

## 外部連結
- 维基共享资源上的相關多媒體資源：Heteronetta atricapilla
- 維基物種上的相關：Heteronetta atricapilla